# 12th Army Group
Die 12th Army Group (deutsch 12. US-Heeresgruppe) war ein Großverband (Heeresgruppenkommando) der westlichen Alliierten im Zweiten Weltkrieg, der in den Jahren 1944 und 1945 aktiv war. Er stand unter US-amerikanischer Führung und war mit bis zu 1,3 Millionen Soldaten der größte Heeresverband in der amerikanischen Geschichte.

## Geschichte
Während der Vorbereitung auf die Operation Overlord wurde von den Alliierten beschlossen, die beteiligten Armeen der US-Streitkräfte nach der ersten Phase der Operationen (durchzuführen von der britischen 21st Army Group) auf dem Kontinent einem amerikanischen Oberkommando zu unterstellen. Hierzu wurde im Oktober 1943 die 1st US Army Group (FUSAG) unter General Omar N. Bradley gebildet, der zugleich die 1. US-Armee führte. Am 14. Juli 1944 wurde dann die 12th Army Group unter Bradley im Vereinigten Königreich aktiviert, die die der FUSAG unterstellten Verbände bis auf wenige Ausnahmen übernahm. Ohne unterstellte Verbände blieb die FUSAG dennoch weiterhin bestehen. Mit dieser Maßnahme (Operation Quicksilver) sollte die Existenz einer weiteren US-Heeresgruppe in Großbritannien vorgetäuscht und die deutsche Führung über eine mögliche zweite Landung auf dem Kontinent im Unklaren gelassen werden.
Die 12th Army Group übernahm im weiteren Verlauf am 1. August 1944 in Frankreich die Kontrolle über die 1. (Courtney Hicks Hodges) und 3. US-Armee (George S. Patton). Ihr Oberbefehlshaber Bradley war zunächst in operativen Fragen dem Leiter der Bodenoperationen der Operation Overlord, dem britischen Feldmarschall Bernard Montgomery unterstellt, bis Anfang September das Supreme Headquarters Allied Expeditionary Force unter Dwight D. Eisenhower die Leitung der Operationen auf dem Kontinent übernahm. Die 12th Army Group bildete zu diesem Zeitpunkt das Zentrum der alliierten Heeresgruppen an der Westfront, nachdem Mitte August in Südfrankreich die 6th Army Group (Jacob L. Devers) in der Operation Dragoon gelandet war. Nördlich schloss sich die 21st Army Group unter Montgomery an. Die 12th Army Group wurde wenig später durch die 9. US-Armee (William Hood Simpson) verstärkt, die zuvor in der Bretagne eingesetzt war. Die Armeen der Heeresgruppe nahmen in der Zeit bis zur deutschen Ardennenoffensive im Winter 1944/45 an den Kämpfen am und im Vorfeld des Westwalls teil (u. a. Schlacht im Hürtgenwald, Schlacht um Aachen, Kämpfe in Lothringen).
Im Zuge der Abwehrmaßnahmen der Ardennenoffensive wurde die 9. US-Armee zeitweilig der 21st Army Group unterstellt. Im Januar 1945 wurde die 15. US-Armee (Leonard T. Gerow) der 12th Army Group zugeteilt. Im Februar 1945 durchbrachen die Truppen der Heeresgruppe den Westwall, setzten im März zur Überquerung des Rheins an und schlossen Anfang April den Ruhrkessel. Bis zum Kriegsende erreichten die Truppen der Heeresgruppe die Elbe und besetzten Teile Österreichs und der Tschechoslowakei.
Am 31. Juli wurde die Kontrolle über die US-Truppen in Europa dem neugebildeten Hauptquartier US Forces, European Theater (USFET) übertragen und die 12th Army Group am Folgetag aufgelöst.

## Gliederung im Mai 1945
- 12th Army Group (Omar N. Bradley)
  -  First Army (Courtney Hicks Hodges)
    -  VII Corps (J. Lawton Collins)
    -  VIII Corps (Troy H. Middleton)

  -  Third Army (George S. Patton)
    -  III Corps (James A. Van Fleet)
    -  V Corps (Clarence R. Huebner)
    -  XII Corps (Stafford LeRoy Irwin)
    -  XX Corps (Walton Walker)

  -  Ninth Army (William Hood Simpson)
    -  XIII Corps (Alvan C. Gillem, Jr.)
    -  XVI Corps (John B. Anderson)
    -  XIX Corps (Raymond S. McLain)

  -  Fifteenth Army (Leonard T. Gerow)
    -  XVIII Airborne Corps (Matthew B. Ridgway)
    -  XXII Corps (Ernest N. Harmon)
    -  XXIII Corps (Hugh J. Gaffey)[1]

## Schlachtordnung am 8. Mai 1945
Am 8. Mai 1945 hatte die 12th Army Group folgende Schlachtordnung eingenommen:
- 12th Army Group – General Omar N. Bradley
  -  First Army – General Courtney H. Hodges
    -  78. Infanteriedivision – Major General Edwin P. Parker
    -  VII Corps – Lieutenant General J. Lawton Collins
      -  9. Infanteriedivision – Major General Louis A. Craig
      -  69. Infanteriedivision – Major General Emil F. Reinhardt
      -  104. Infanteriedivision – Major General Terry de la Mesa Allen, Sr.

  -  Third Army – General George S. Patton, Jr.
    -  1. Infanteriedivision – Major General Clift Andrus
    -  2. Infanteriedivision – Major General Walter M. Robertson
    -  9th Armored Division – Major General John W. Leonard
    -  70. Infanteriedivision – Major General Allison J. Barnett
    -  97. Infanteriedivision – Brigadier General Milton B. Halsey
    -  III Corps – Major General James Van Fleet
      -  4. Infanteriedivision – Major General Harold W. Blakeley
      -  14th Armored Division – Major General Albert C. Smith
      -  99. Infanteriedivision – Major General Walter E. Lauer

    -  V Corps – Major General Clarence R. Huebner
      -  16th Armored Division – Brigadier General John L. Pierce

    -  XII Corps – Major General Stafford LeRoy Irwin
      -  4th Armored Division – Major General William M. Hoge
      -  5. Infanteriedivision – Major General Albert E. Brown
      -  11th Armored Division – Major General Holmes E. Dager
      - 26. Infanteriedivision – Major General Willard S. Paul
      -  90. Infanteriedivision – Major General Herbert L. Earnest

    -  XX Corps – Major General Walton H. Walker
      -  13th Armored Division – Major General John Millikin
      -  65. Infanteriedivision – Major General Stanley E. Reinhart
      -  71. Infanteriedivision – Major General Willard G. Wyman
      -  80. Infanteriedivision – Major General Horace L. McBride

  -  Ninth Army – Lieutenant General William H. Simpson
    -  2nd Armored Division – Major General Isaac D. White
    -  VIII Corps – Major General Troy H. Middleton
      -  6th Armored Division – Major General Robert W. Grow
      -  76. Infanteriedivision – Major General William R. Schmidt
      -  87. Infanteriedivision – Major General Frank L. Cullin, Jr.
      -  89. Infanteriedivision – Major General Thomas D. Finley

    -  XIII Corps – Major General Alvan C. Gillem, Jr.
      -  30. Infanteriedivision – Major General Leland S. Hobbs
      -  35. Infanteriedivision – Major General Paul W. Baade
      -  83. Infanteriedivision – Major General Robert C. Macon
      -  84. Infanteriedivision – Major General Alexander R. Bolling
      -  102. Infanteriedivision – Major General Frank A. Keating

    -  XVI Corps – Major General John B. Anderson
      -  29. Infanteriedivision – Major General Charles H. Gerhardt
      -  75. Infanteriedivision – Major General Ray E. Porter
      -  79. Infanteriedivision – Major General Ira T. Wyche
      -  95. Infanteriedivision – Major General Harry L. Tawddle

    -  XIX Corps – Major General Raymond S. McLain
      -  3rd Armored Division – Brigadier General Doyle O. Hickey
      -  8th Armored Division – Major General John M. Devine

  -  Fifteenth Army – Lieutenant General Leonard T. Gerow
    -  66. Infanteriedivision – Major General Herman F. Kramer
    -  106. Infanteriedivision – Major General Donald A. Stroh
    -  XVIII Airborne Corps – Major General Matthew B. Ridgway
      -  5th Armored Division – Major General Lunsford E. Oliver
      -  7th Armored Division – Major General Robert W. Hasbrouck
      -  8. Infanteriedivision – Major General Bryant E. Moore
      -  82nd Airborne Division – Major General James M. Gavin

    -  XXII Corps – Major General Ernest N. Harmon
      -  17th Airborne Division – Major General William M. Miley
      -  94. Infanteriedivision – Major General Harry J. Malony

    -  XXIII Corps – Major General Hugh J. Gaffey
      -  28. Infanteriedivision – Major General Norman D. Cota[2]